# Forcipomyia multipicta
Forcipomyia multipicta är en tvåvingeart som beskrevs av Ingram och John William Scott Macfie 1931. Forcipomyia multipicta ingår i släktet Forcipomyia och familjen svidknott. Inga underarter finns listade i Catalogue of Life.